# Hylocereus undatus

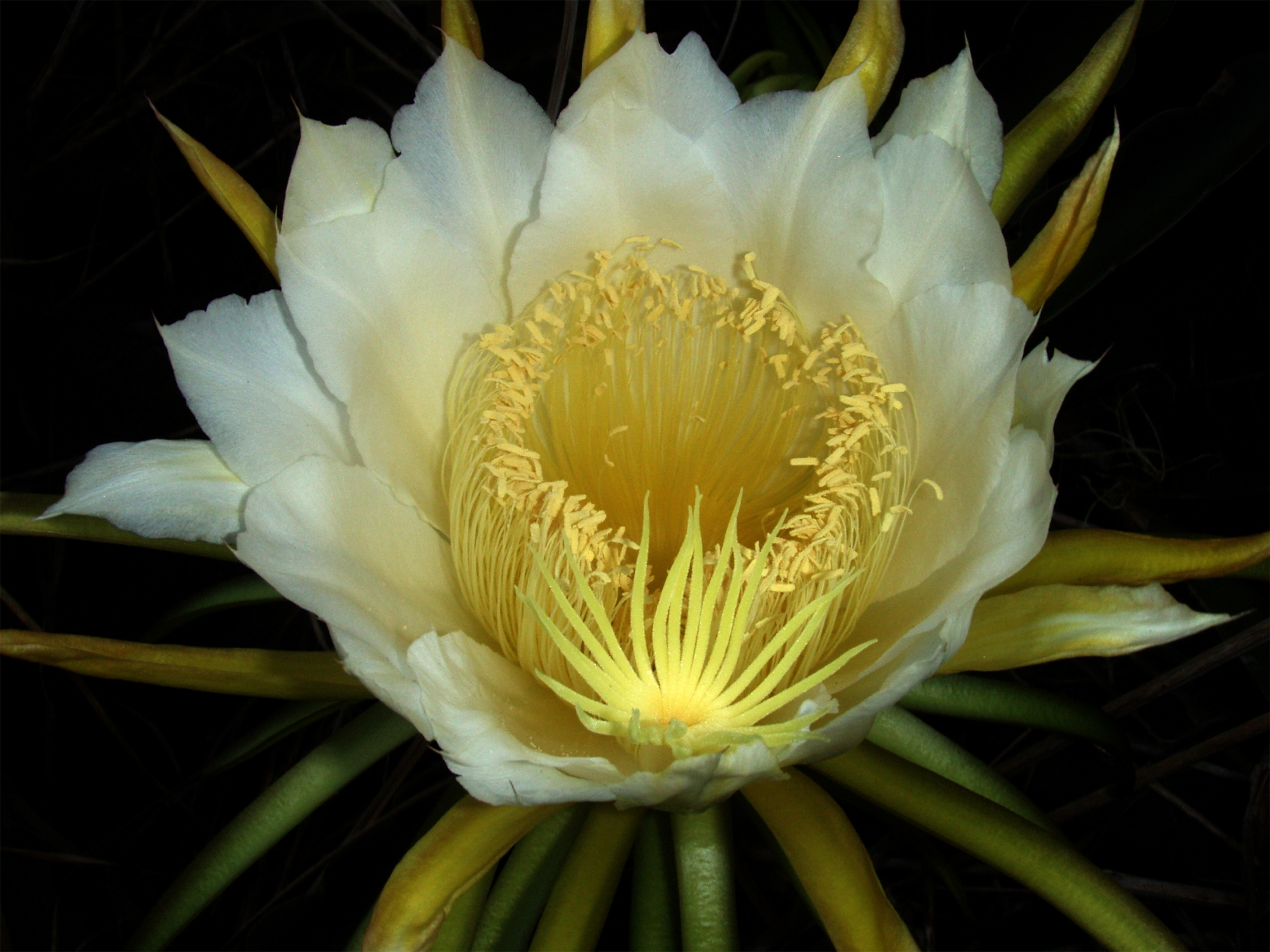
Flor da Hylocereus undatus

 A pitaia-branca (Hylocereus undatus), é uma espécie de pitaia pertencente ao gênero Hylocereus e a família Cactaceae, é disseminada na América Latina e cultivada nos quatro continentes, e pode ser encontrada desde Israel até a China. Nativa de florestas úmidas mantem hábito escandente ou trepador, pode ser encontrada subindo em árvores ou rochas, no seu habitat natural, utilizando raízes aéreas para se fixar.
As pitaias são conhecidas na cultura Asteca há um longo tempo, este nome significa fruto de escamas, é utilizado tanto para a planta como para o fruto de Hylocereus undatus (Haw.) Britton & Rose. É conhecida pelo mundo por diversos nomes, como fruta-dragão, cato-barse, cardo-ananás, ou pitahaya. No Brasil o nome vulgar da cultura sofreu modificações, com escrita diferente, pitaia, mas mantendo a sonoridade. Noutros locais sua flor é conhecida como rainha-da-noite.

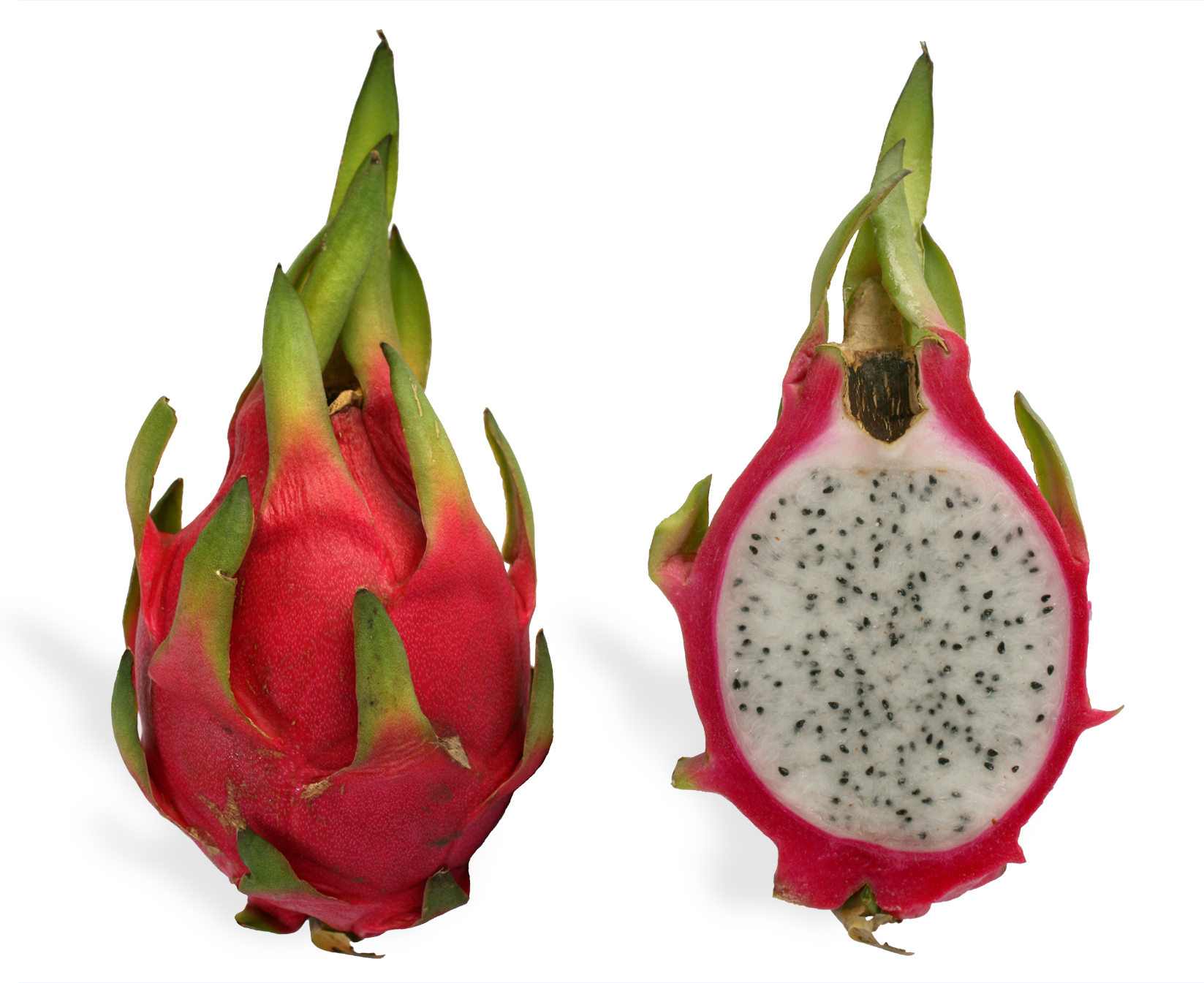
Fruto de Hylocereus undatus